# Ted Hendricks
Theodore Paul „Ted“ Hendricks (* 1. November 1947 in Guatemala-Stadt, Guatemala), Spitzname: „Mad Stork“ ist ein ehemaliger US-amerikanischer American-Football-Spieler in der National Football League (NFL). Er spielte als Linebacker bei den Baltimore Colts, den Green Bay Packers und den Oakland Raiders/Los Angeles Raiders. Mit den Baltimore Colts gewann er einen Super Bowl, mit den Raiders drei. 1990 wurde er in die Pro Football Hall of Fame aufgenommen.

## Jugend
Ted Hendricks wurde in Guatemala geboren. Sein Vater arbeitete dort zu diesem Zeitpunkt bei einer Luftfahrtgesellschaft. Seine Jugend verbrachte er in Hialeh, Florida, wo er auch die Highschool besuchte. An der Schule spielte er neben Football auch Baseball und Basketball. Nach seinem Schulabschluss studierte er an der University of Miami.

## Karriere

### College
Hendricks studierte von 1966 bis 1968 an der University of Miami Physik und Mathematik. Er spielte zudem für deren Footballmannschaft, die Miami Hurricanes, als Defensive End. 1966 zog er mit seiner Mannschaft in den Liberty Bowl ein, wo sie die Mannschaft der Virginia Polytechnic Institute and State University mit 14:7 besiegen konnten. Im folgenden Jahr verlor sein Team im Bluebonnet Bowl gegen die Mannschaft der University of Colorado at Boulder mit 21:31. Hendricks wurde in allen drei Studienjahren zum All-American gewählt. Sein College zeichnete ihn gleichfalls dreimal aufgrund seiner sportlichen Leistungen aus. Mit 327 Tackles führt er als Spieler der Defensive Line noch heute (2013) die Rekordliste seines Colleges an.

### NFL
1969 wurde Hendricks von den durch Don Shula trainierten Baltimore Colts in der zweiten Runde der NFL Draft als 33. Spieler ausgewählt. Die Colts setzten Hendricks als Linebacker in der Defense der Mannschaft ein. Ab Mitte seiner Rookiesaison wurde er Starter seines Teams. Im folgenden Jahr konnte er unter dem neuen Trainer der Colts Don McCafferty seinen ersten Super Bowl gewinnen. Nachdem die Colts im AFC Championship Game die Oakland Raiders mit 27:17 geschlagen hatten, Hendricks hatte dabei einen Sack gegen Quarterback George Blanda erzielt, zogen sie in den Super Bowl V gegen die Dallas Cowboys ein. Die Mannschaft von Trainer Tom Landry konnte in dem Spiel knapp mit 16:13 geschlagen werden. Ted Hendricks spielte bis 1973 bei den Colts und wurde dann zu den Green Bay Packers abgegeben. Obwohl Hendricks 1974 eine gute Saison spielte, ihm gelangen unter anderem fünf Interceptions, konnten die Packers nicht in die Play-offs einziehen. Hendricks unterschrieb nach einer Saison in Green Bay einen Vertrag bei einem der Topteams der NFL, den von John Madden betreuten Oakland Raiders, nachdem ein Engagement in einer neugegründeten Konkurrenzliga der NFL aufgrund von deren Konkurs nicht zustande gekommen war.
1976 konnte Hendricks zusammen mit seiner neuen Mannschaft seinen zweiten Super Bowl gewinnen. In der Regular Season hatte das Team aus Oakland 13 von 14 Spielen gewonnen. Gegner im Divisional-Play-off-Spiel waren die New England Patriots, die knapp mit 24:21 besiegt werden konnten. Im AFC Championship Game traf die Mannschaft auf die von Chuck Noll betreuten Pittsburgh Steelers. Der Mannschaft um Gene Upshaw, Ken Stabler und Ted Hendricks gelang die Revanche für die 10:16-Niederlage im AFC Championship Game 1975 und gewann mit 24:7. Gegner im Super Bowl XI waren die Minnesota Vikings, die sich mit 14:32 der Mannschaft aus Oakland geschlagen geben mussten. 1977 konnte Hendricks mit den Raiders den Super Bowl Titel nicht verteidigen. Sie trafen im AFC Championship Game auf die Denver Broncos und verließen mit einer 17:20-Niederlage das Spielfeld.
Nach der Saison 1978 übernahm Tom Flores das Traineramt bei den Raiders. Obwohl die Trainer der Mannschaft sich nach der Spielzeit 1979 für eine Entlassung von Hendricks aussprachen, hielt Al Davis, der Besitzer der Raiders, an ihm fest. Ted Hendricks spielte eine ausgezeichnete Saison 1980. Er fing drei Pässe der gegnerischen Quarterbacks ab und erzielte 8,5 Sacks. Nach der Saison feierte er seinen dritten Super-Bowl-Sieg. Das Team hatte elf von 16 Spielen gewonnen und zog damit in das Wildcard Spiel der American Football Conference (AFC) gegen die Houston Oilers ein. Das Spiel endete mit 27:7 für die Raiders, die auch das nachfolgende Divisional-Play-off-Spiel gegen die Cleveland Browns mit 14:12 gewannen. Im AFC Championship Game trafen die Raiders auf die San Diego Chargers und konnten sich in dem Spiel knapp mit 34:27 behaupten. Dick Vermeil war danach mit seinen Philadelphia Eagles der Gegner der Raiders im Super Bowl XV. Die Raiders setzen sich in dem Spiel mit 27:10 durch.
1982 zogen die Raiders nach Los Angeles um. Das Team gewann 1983 zwölf von sechzehn Spielen und erreichte nach einem 30:14-Sieg über die Seattle Seahawks im AFC Championship Game zum wiederholten Mal den Super Bowl, wo es im Super Bowl XVIII auf die Washington Redskins traf. Joe Gibbs war mit seiner Mannschaft in dem Spiel weitestgehend chancenlos und verlor deutlich gegen die Raiders mit 9:38. Nach 215 Spielen in der NFL beendete Hendricks nach dieser Saison seine Laufbahn.
Er arbeitet mittlerweile im Wahlkomitee der Pro Football Hall of Fame.

## Ehrungen
Ted Hendricks spielte achtmal im Pro Bowl und wurde neunmal zum All-Pro gewählt. Hendricks ist Mitglied im NFL 75th Anniversary All-Time Team, im NFL 1970s All-Decade Team, in der College Football Hall of Fame, in der Pro Football Hall of Fame, in der University of Miami Sports Hall of Fame, in der California Sports Hall of Fame und in der Bay Area Sports Hall of Fame, sowie in der Florida Sports Hall of Fame. 1999 wählte ihn die Zeitschrift The Sporting News auf Platz 64 der Liste der 100 besten Footballspieler aller Zeiten. Die Fernsehanstalt der NFL führt ihn auf Platz 82 ihrer Liste. Ted Hendricks wird auf dem Baltimore Ravens Ring of Honor geehrt.